# 键盘手

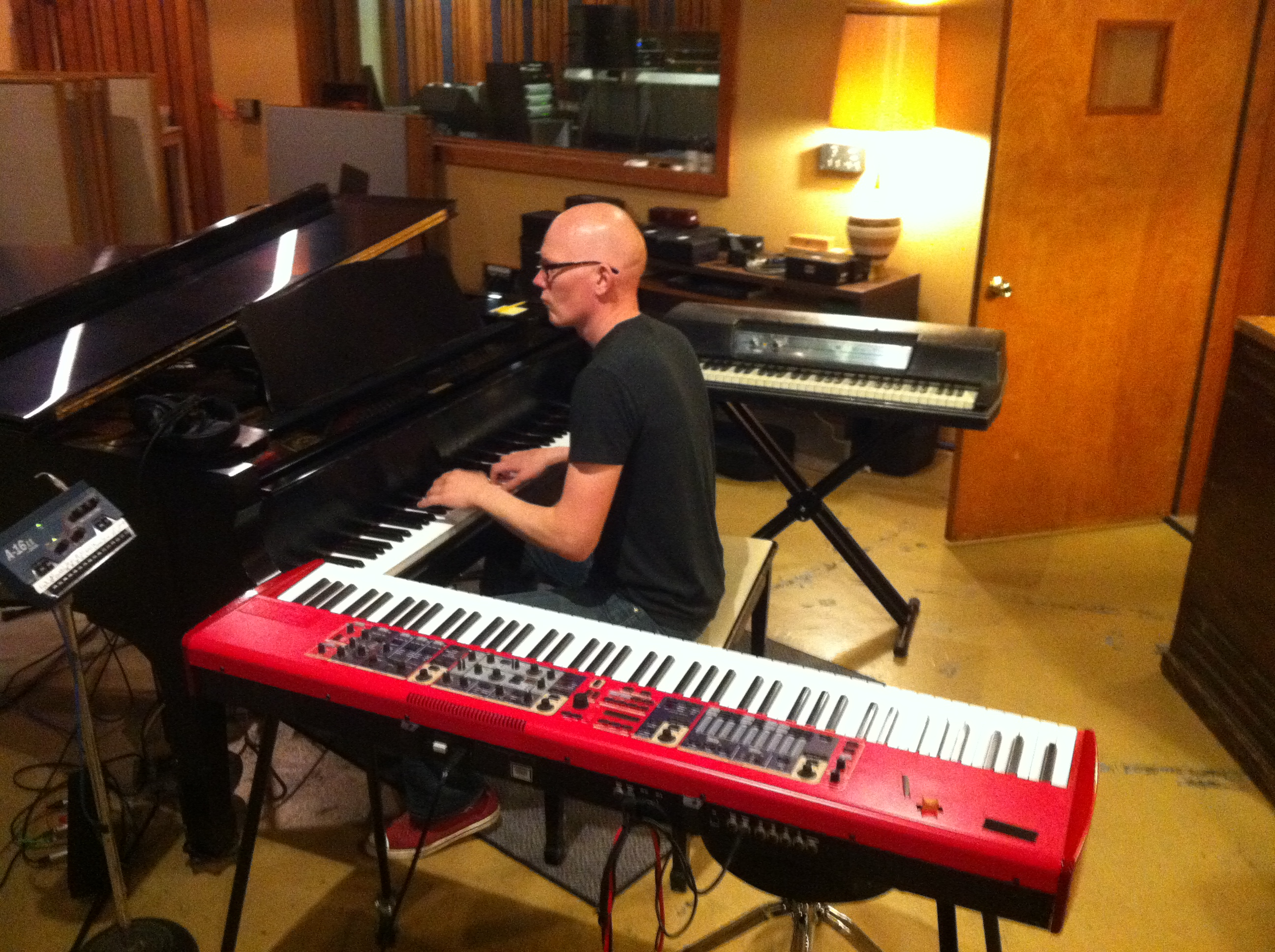
鍵盤手

鍵盤手（Keyboardist）是在樂團中操作鍵盤的人。现代乐團主要乐器由键盘、吉他、贝斯和爵士鼓构成。键盘乐器一般指电子合成器、电子琴、MIDI键盘、keytar等，演奏键盘乐器的乐手通常称为键盘手，是乐團中的一位重要角色。